# فرودگاه زولت
فرودگاه سایلت  (به انگلیسی: Sylt Airport) (به زبان بومی: Flughafen Sylt) یک فرودگاه همگانی مسافربری (۲۰۱۰) با کد یاتا GWT است که یک باند فرود آسفالت دارد و طول باند آن ۱۶۹۶ متر است. این فرودگاه در کشور آلمان قرار دارد و در ارتفاع ۱۶ متری از سطح دریا واقع شده‌است.

## شرکت‌های هواپیمایی و مقصدهای پروازی
The following airlines operate regular scheduled and charter flights at Sylt Airport:
| شرکت‌های هواپیمایی                                          | مقصدهای پروازی                       |
| ---------------------------------------------------------- | ------------------------------------ |
| یورو وینگز اجرا توسط جرمن‌وینگز                             | فصلی: کلن بن                         |
| لوفت‌هانزا رجینال اجرا توسط لوفت‌هانزا سیتی‌لاین              | فرانکفورت، مونیخ                     |
| راین-نکار ایر اجرا توسط MHS Aviation                       | فصلی: نورنبرگ                        |
| Sylt Air                                                   | فصلی: هامبورگ                        |
| اسکای‌ورک ایرلاینز                                          | فصلی: بازل-مولوز-فرایبورگ اروپا، برن |
| سوئیس اینترنشنال ایرلاینز اجرا توسط سوئیس گلوبال ایر لاینز | فصلی: زوریخ                          |

The nearest larger international airport is بیلاند in دانمارک, approx. ۱۳۵ کیلومتر (۸۴ مایل) (by road) to the north. هامبورگ is approx. ۲۲۰ کیلومتر (۱۴۰ مایل) to the south.